# Pupetta Maresca
Assunta Maresca (Castellammare di Stabia, 19 de enero de 1935-Ib., 29 de diciembre de 2021), más conocida como Pupetta ("Muñequita"), fue una antigua reina de la belleza que se convirtió en una figura muy conocida en la Camorra. Llegó a los titulares de los periódicos internacionales a mediados de la década de 1950 cuando mató al asesino de su marido en venganza.

## Biografía
Era hija de Vincenzo Maresca, un camorrista que controlaba su ciudad natal, Castellammare di Stabia, al sur de Nápoles. La familia era conocida como los Lampetielli, los cuchillos relámpago, por su experto uso de las navajas de muelle y ganaban su dinero en el contrabando de cigarrillos. Era la única chica de una familia de cuatro hermanos. Pequeña, bonita y mimada, se la apodaba Pupetta (Muñequita). A los diecinueve años ganó un concurso de belleza y se convirtió en Miss Rovegliano, un pueblo de los suburbios de Nápoles.
Fue cortejada por un rico y poderoso guappo local, o jefe de la Camorra, de Palma Campania, Pasquale Simonetti, conocido como Pasquale 'e Nola, que trabajaba en el mercado de frutas y verduras de Nápoles y comerciaba con productos de contrabando. El 27 de abril de 1955 se casaron.

## Asesinato por venganza

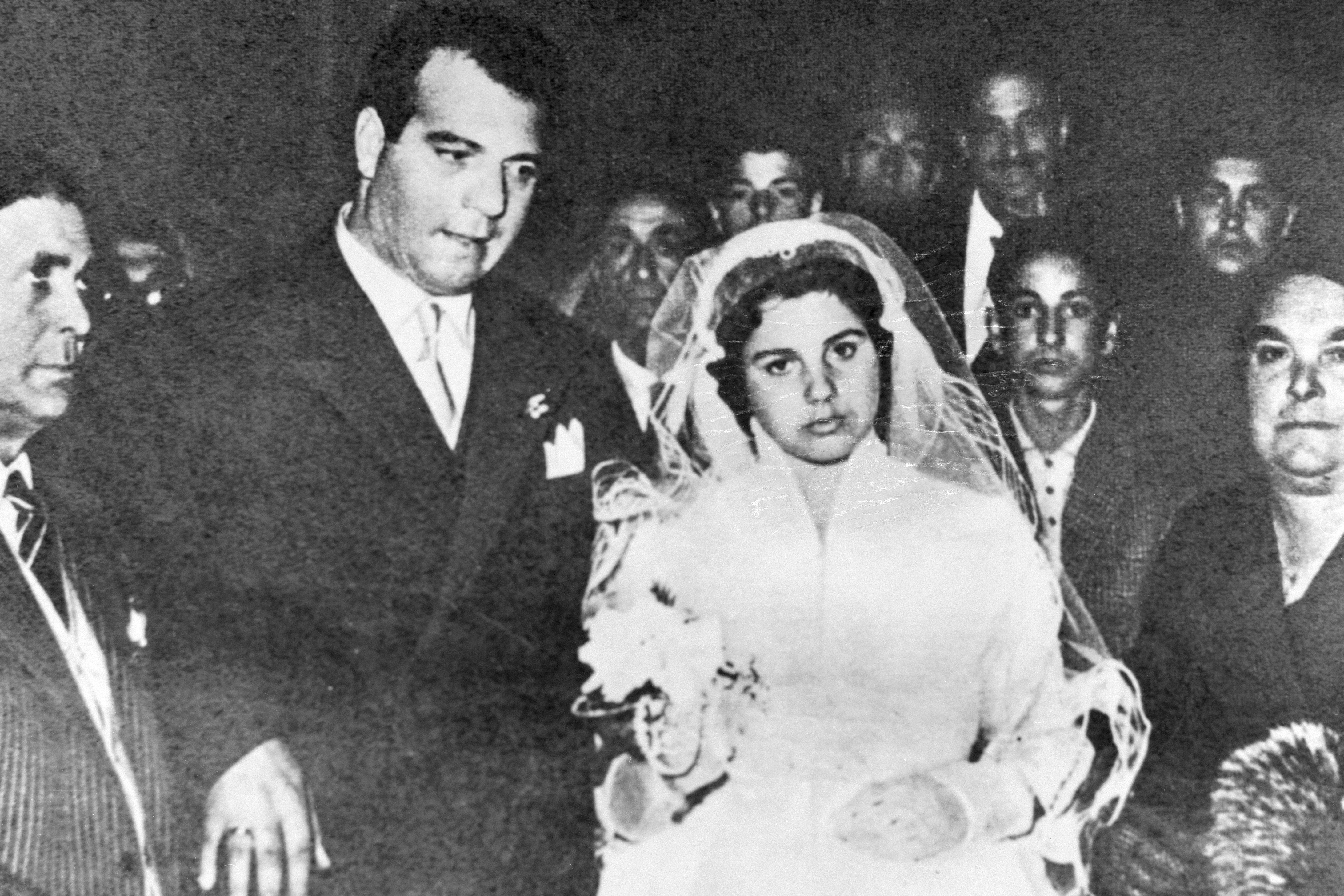
Foto de boda de Pupetta Maresca y Pasquale Simonetti. California. 1954

El estilo y el poder de Simonetti molestaba a otros camorristas, y un día de 1955 fue asesinado por Gaetano Orlando, un sicario encargado por su rival Antonio Esposito, otro camorrista. Pupetta, embarazada de seis meses, quedó devastada. Ella creía que la policía sabía quién era el autor del crimen pero que no iba a hacer  nada al respecto. El 4 de agosto de 1955, se dirigió a Nápoles con su hermano menor, Ciro. Cuando se encontraron con Esposito, metió la mano en su bolso y sacó una Smith & Wesson 38. Sosteniéndola con ambas manos ("Tenía miedo de fallar", explicó más tarde), abrió fuego y mató a Esposito a plena luz del día.
El 14 de octubre de 1955, fue arrestada. El juicio se inició en abril de 1959 en el Tribunal de Cuentas de Nápoles. El asesinato y el siguiente juicio ocuparon los titulares de los medios de comunicación internacionales. En el juicio, ella declaró desafiantemente, "¡Lo haría de nuevo!", y toda la sala del tribunal estalló en vítores.
Un periódico la llamó "La diva del crimen" y por primera vez en la historia el Tribunal de Nápoles permitió el uso de micrófonos para que la multitud pudiera escuchar lo que estaba pasando. Las propuestas de matrimonio se multiplicaron y un músico estaba componiendo una canción en honor de Pupetta llamada La legge d'onore ("La Ley del Honor"). Sin embargo, fue condenada a dieciocho años de prisión, que luego el Tribunal de Apelación redujo a trece años y cuatro meses.

### El paréntesis cinematográfico
En 1967 tuvo una experiencia como actriz de cine interpretando el papel de la protagonista de la película Crimen en Posillipo, dirigida por Renato Parravicini, vagamente inspirada en su vida y en particular en el asunto legal que la había dado a conocer y llevado a prisión. En la película tiene la voz de Rita Savagnone, pero canta con su propia voz la canción O bbene mio, escrita por ella. Tras el interludio cinematográfico, se dedicó a dos tiendas de ropa en Nápoles, y en 1970 se enamoró del camorrista Umberto Ammaturo, con quien tuvo dos mellizos, Roberto y Antonella.

### La desaparición de su hijo
En 1974 su hijo Pasquale fue asesinado en una emboscada: el cuerpo nunca fue encontrado (según algunos, fue secuestrado, atado a una piedra y arrojado al mar). Pasquale no había aceptado la relación de su madre con Ammaturo y lo había amenazado repetidamente. Ammaturo fue inmediatamente sospechoso del asesinato, pero Pupetta nunca aceptó completamente esta hipótesis. Umberto Ammaturo fue en todo caso encarcelado, pero en abril de 1975 fue absuelto por falta de pruebas; sin embargo, la relación entre los dos se rompió. Cuando Ammaturo fue detenido en Perú, en compañía de una nueva bella y rica novia, Yohanna Valdez, Maresca dijo: «Para mí Umberto ya no existe; sólo queda el padre de mis hijos, que lo aman y lo respetan como es su deber».

### La guerra contra Cutolo
En los años 80, Pupetta Maresca fue acusada de ser la instigadora del asesinato de Ciro Galli (el hombre de Raffaele Cutolo), asesinado en 1981 por venganza transversal. El fiscal pidió cadena perpetua, pero fue absuelta en 1985 por falta de pruebas. El 13 de febrero de 1982, en plena guerra entre NCO y NF, Pupetta Maresca realizó una rueda de prensa, durante la cual amenazó abiertamente a Raffaele Cutolo y a la Nueva Camorra Organizada: "Si por Nueva Familia nos referimos a todas aquellas personas que se defienden del excesivo poder de este hombre, entonces me considero afiliada a esta organización".
Poco tiempo después fue detenida tras ser acusada de haber ordenado el asesinato de Aldo Semerari, el criminólogo y psiquiatra que había declarado loco a Cutolo; más tarde fue absuelta. También fue absuelta de los cargos posteriores de intento de extorsión a un banco y tráfico de drogas. En 1986, la sección de medidas de prevención del tribunal de Nápoles estableció que Pupetta Maresca pertenecía a la Camorra como afiliada a la Nuova Famiglia. Por tal motivo se ordenó el decomiso de sus bienes.

### Detención y últimos años
La estancia de Maresca en la cárcel de Bellizzi Irpino estuvo en el centro de la polémica. La mujer organizó fiestas a las que asistieron magistrados y grandes personalidades. En 2004, el apartamento napolitano de Pupetta Maresca se convirtió en una oficina del Ayuntamiento de Nápoles para servicios sociales.
Tras cerrar las tiendas en Nápoles, se retira a Castellammare di Stabia, donde muere el 29 de diciembre de 2021 a la edad de 86 años.

## Madame Camorra
Dio a luz a su primer hijo en la cárcel. Fue indultada en 1965, pero "Madame Camorra", como la llamaron, siguió participando en actividades delictivas. Se convirtió en la amante de otro jefe de la Camorra, el barón de la droga Umberto Ammaturo, y dio a luz mellizos. Ella apoyó su negocio criminal. En 1974, cuando su primer hijo tenía dieciocho años, fue secuestrado y asesinado. Su muerte sigue siendo un misterio, pero ella creía que el asaltante había sido Ammaturo, quien negó saber nada sobre su muerte. 
Su separación en 1982 no significó el fin de las actividades de la Camorra de Pupetta. En febrero de 1982, durante la guerra entre la Nuova Camorra Organizzata (NCO) y la Nuova Famiglia (NF), hizo una aparición para defender a sus hombres en una conferencia de prensa en la que desafió públicamente al despiadado jefe de la Camorra, Raffaele Cutolo, el jefe de la NCO. Cutolo había impuesto una "tasa" sobre cada alijo de contrabando de cigarrillos y los Maresca se resistieron. En 1978 Ciro, el hermano favorito de Pupetta, fue tiroteado. Sobrevivió, pero mientras estaba en prisión en 1982, los hombres de Cutolo lo amenazaron de nuevo. 
Más tarde, también en 1982, fue arrestada junto con Ammaturo por el asesinato del científico forense Aldo Semerari y por extorsión, crímenes que negó. Sin embargo, Pupetta, que inicialmente fue absuelta, confesó más tarde el asesinato después de convertirse en arrepentida en junio de 1993. Pupetta Maresca cumplió cuatro años de prisión y tras salir de la cárcel vivió sola en Sorrento.

## «Puppeta» en el cine
La vida de Pupetta Maresca ha sido objeto de varias películas: 
- La sfida (El desafío) (1958), de Francesco Rosi, basada en la historia de Pascalone y Pupetta Maresca,[16] con Rosanna Schiaffino como Maresca.
- Il caso Pupetta Maresca (1982) (telefilme), con Alessandra Mussolini como Pupetta Maresca. Maresca no estuvo de acuerdo con la película y pudo impedir su difusión. Doce años más tarde, en 1994, la película fue proyectada en Rai 3.[17]